# Marigny-Marmande
Marigny-Marmande é uma comuna francesa na região administrativa do Centro, no departamento Indre-et-Loire. Estende-se por uma área de 31,58 km². Em 2010 a comuna tinha 605 habitantes (densidade: 19,2 hab./km²).